# Боннаффе, Жак
Жак Боннаффе (фр. Jacques Bonnaffé; род. 22 июня 1958, Дуэ) — французский актёр театра, кино и телевидения, театральный режиссёр.

## Биография
В 1978 году окончил драматическое отделение консерватории в Лилле. С 1979 года выступал на сцене общества Саламандра при Арт-студии в классических спектаклях «На дне» М. Горького, «Венецианский купец» Шекспира и др. режиссёра Кристиана Риста (1983—1984).
Дебютировал в кино в 1979 году в фильме «Антрацит» режиссёра Эдуарда Ниерманса.
Среди лучших работ Жака Боннаффе в кино:
- Жозеф в фильме Жана-Люка Годара «Имя: Кармен» (1983),
- Бруно в драме Жака Дюллона «Искушение Изабель» (1986, номинация на национальную кинонаграду Франции «Сезар», 1986),
- Жак в фильме Тони Маршаль «Салон красоты «Венера»» , 1999),
- Пьер в комедии Жака Риветта «Кто знает» (2001),
- главная роль в фильме Рене Фере «Baptême» (1989, номинация на кинонаграду «Сезар», 1990).

Снимался на французском ТВ.
С 1980 года с большим успехом выступает на театральной сцене как актёр (премия «Мольер» (лучший театральный актёр), 1991.
Жак Боннаффе — известный театральный режиссёр. Его творческое объединение актёров «Компания Фазанов» в 2009 году получила Премию Мольера.

## Избранная фильмография
- 1997 — Война Люси — Паскаль
- 2002 — Дьяволы — Доран
- 2005 — Лемминг — Николас Шевалье
- 2005 — Искусство красиво расставаться
- 2006 — Ассистентка — мсье Пруво
- 2007 — Второе дыхание — Паскаль
- 2011 — Кошмар за стеной